# Epistephium
Epistephium – rodzaj roślin jednoliściennych z rodziny storczykowatych (Orchidaceae). Obejmuje ok. 28-30 gatunków występujących w tropikalnej części Ameryki Południowej oraz na Antylach. Nazwa rodzajowa epistephes w języku greckim oznacza "ukoronowany" i pochodzi od przypominającego koronę zwieńczenia słupka. Rośliny te rosną na otwartych, trawiastych sawannach oraz w wilgotnych lasach równikowych na nizinach i w niższych położeniach górskich.

Kwiat E. lucidum

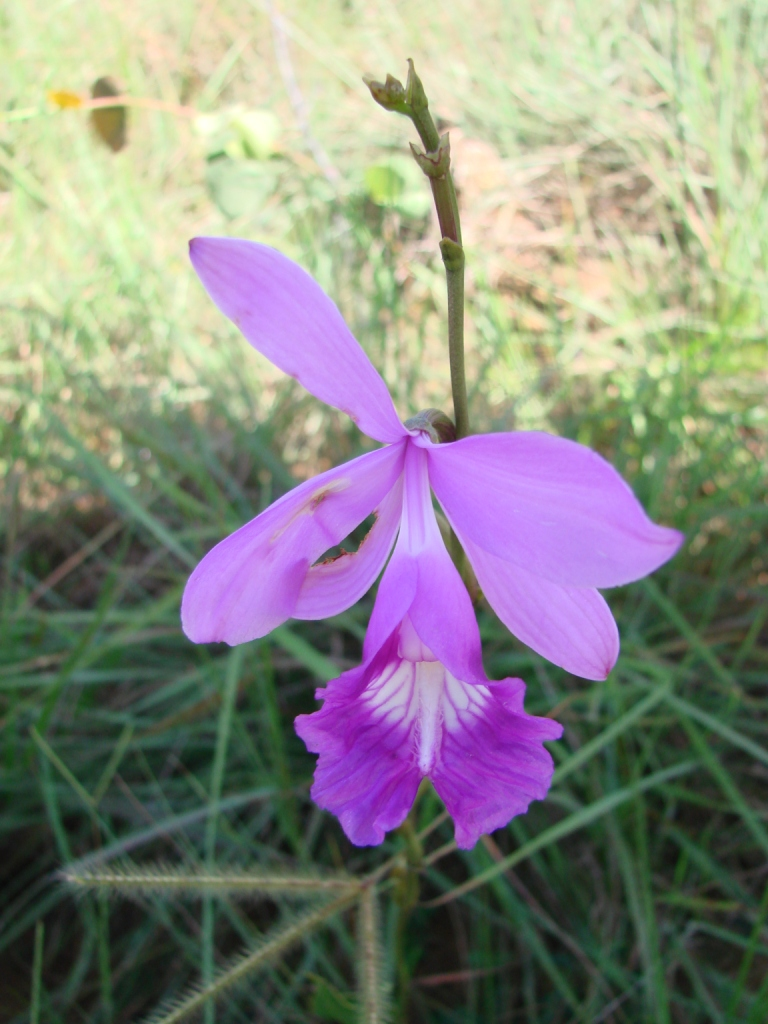
Kwiat E. sclerophyllum

## Morfologia
W większości należą tu okazałe rośliny o pokroju trzciny, osiągające do kilku metrów wysokości. Łodyga u nasady rośnie poziomo przypominając kłącze, po czym wznosi się pionowo ku górze. Pęd zwieńczony jest kwiatostanem, na którym kolejno rozwijają się pojedyncze, okazałe kwiaty. Są one żywo zabarwione, ale na ogół delikatne i krótkotrwałe.  

## Systematyka
Pozycja systematyczna według Angiosperm Phylogeny Website (aktualizowany system APG III z 2009)
Należy do plemienia Vanilleae w podrodzinie Vanilloideae Szlachetko, stanowiącej jeden ze starszych kladów w obrębie rodziny storczykowatych (Orchidaceae).
Wykaz gatunków
- Epistephium amabile Schltr.
- Epistephium amplexicaule Poepp. & Endl.
- Epistephium araracuarae Szlach., Mytnik & Baranow
- Epistephium brevicristatum R.E.Schult.
- Epistephium cardonae Szlach. & Kolan.
- Epistephium chironii Molinari, Carpio & Mend.-Tinc.
- Epistephium duckei Huber
- Epistephium elatum Kunth
- Epistephium ellipticum R.O.Williams & Summerh.
- Epistephium epiphyticum Szlach. & Kolan.
- Epistephium frederici-augusti Rchb.f. & Warsz.
- Epistephium garayi Szlach., Mytnik & Baranow
- Epistephium hernandii Garay
- Epistephium kubiyuense Szlach., Mytnik & Baranow
- Epistephium lamprophyllum Schltr.
- Epistephium laxiflorum Barb.Rodr.
- Epistephium lobulosum Garay
- Epistephium matogrossense Hoehne
- Epistephium parviflorum Lindl.
- Epistephium portellianum Barb.Rodr.
- Epistephium praestans Hoehne
- Epistephium rhombilabium Szlach., Mytnik & Baranow
- Epistephium sclerophyllum Lindl.
- Epistephium sessiliflorum Lindl.
- Epistephium speciosum Barb.Rodr.
- Epistephium subrepens Hoehne
- Epistephium trianae Szlach., Mytnik & Baranow
- Epistephium williamsii Hook.f.